# Verőce (comune)
Verőce è un comune dell'Ungheria di 3.676 abitanti (dati 2015) situato nella contea di Pest, nell'Ungheria settentrionale.
Nel suo territorio si trova una residenza del tardo Settecento appartenuta all'arcivescovo Cristoforo Migazzi, all'epoca massimo prelato della vicina città di Vác.